# Formoterol
Formoterol behoort tot de groep geneesmiddelen die luchtwegverwijders worden genoemd. Artsen schrijven het voor bij astma en COPD chronisch obstructieve longziekten. Het voorkomt aanvallen van benauwdheid. De werking start binnen de drie minuten en houdt ongeveer twaalf uur aan. De meeste luchtwegverwijders werken kortdurend, ongeveer vier uur, en zijn bedoeld om een benauwdheidsaanval te stoppen. Omdat formoterol twaalf uur werkt, wordt het een langwerkende luchtwegverwijder genoemd.
Formoterol kan voor nevenwerkingen en voor wisselwerking zorgen.
Nevenwerkingen:
- Trillende handen, hartkloppingen en een gejaagd gevoel
- Moeite met concentreren
- Veranderde smaak van voedsel en drinken, maar zelden

Formoterol kan vooral met bètablokkers een wisselwerking hebben. Deze kunnen het effect van formoterol tegengaan. Ze worden onder andere gegeven bij
- Ziekten aan het hart en vaatstelsel: carvedilol, labetalol, oxprenolol en propranolol.
- Glaucoom: carteolol en timolol.